# Oxycaryum
Oxycaryum es un género monotípico de plantas herbáceas perteneciente a la familia de las ciperáceas. Su única especie, Oxycaryum cubense, se distribuye desde México a Uruguay, Brasil, Paraguay, Antillas Mayores, Trinidad y Tobago, África tropical.

## Descripción
Tiene tallos de 20-70 cm x 3-5 mm, robustos o delgados; estolones 5-20 cm x 2-3 mm, escamosos. Hojas 20-90 cm x 2-6(-10) mm, generalmente más largas que los tallos, marcadamente en forma de "V", plegadas en la base, aplanadas distalmente, la base envainante septado-nodulosa en el envés. Brácteas bien espaciadas, la más larga (10-)30-60 cm x (2-)4-9 mm. Rayos 3-10, hasta 4(-8) cm, raramente con una rama secundaria corta. Cabezuelas 5-18 mm de diámetro, globosas o hemisféricas, con numerosas espigas compactas. Espigas 3.5-6 x 2.5-3.5 mm; bractéolas basales ciliadas, acuminadas; raquilla coniforme, persistente. Bractéolas fértiles c. 3.5 mm, ampliamente ovadas a oblongas, duras, inconspicuamente multinervia, caducas, la costilla media verdosa, lisa o setulosa, acuminada, excurrente en una cúspide gruesa, pardo-rojiza a los lados, los márgenes corta o largamente ciliados. Estilo con 2 ramas, confluente con el ápice del ovario. Aquenios 2-2.6(-3) x (0.6-)0.8-1 mm, incluyendo el rostro, aplanado-convexos, la base atenuada, parda, los márgenes blanquecinos engrosados, lisos, amarillento claro, el rostro atenuado, acuminado de 0.5-0.6 mm.

## Taxonomía
Oxycaryum cubense fue descrita por (Poepp. & Kunth) Palla y publicado en Denkschriften der Kaiserlichen Akademie der Wissenschaften, Wien. Mathematisch-naturwissenschaftliche Klasse 79(1): 169. 1908.
Sinonimia
- Anosporum ablepharum (Griseb.) Maury ex Micheli
- Anosporum cubense (Poepp. & Kunth) Boeckeler
- Anosporum cubense var. gracile Boeckeler
- Anosporum paraguayense Maury
- Anosporum piliferum Maury
- Anosporum schinzii Boeckeler
- Courtoisia olivacea Boeckeler
- Crepidocarpus cubensis (Poepp. & Kunth) Klotzsch ex Boeckeler
- Crepidocarpus schinzii Klotzsch ex Boeckeler
- Cyperus blepharoleptos Steud.
- Isolepis echinocephala Oliv.
- Kyllinga scirpina Rchb. ex C.B.Clarke
- Mariscus foliosissimus Steud.
- Oxycaryum guianense Palla
- Oxycaryum paraguayense (Maury) Palla
- Oxycaryum piliferum (Maury) Palla
- Oxycaryum schinzii (Boeckeler) Palla
- Oxycaryum schomburgkianum Nees
- Pseudomariscus olivaceus (Boeckeler) Rauschert
- Scirpus ablepharus Griseb.
- Scirpus cubensis Poepp. & Kunth
- Scirpus cubensis var. gracilis (Boeckeler) Beetle
- Scirpus cubensis var. minor C.Wright & Sauvalle
- Scirpus cubensis var. paraguayensis (Maury) Kük. ex Barros
- Scirpus paraguayensis (Maury) Herter
- Scirpus piliferus (Maury) Pickel[2]